# Blodpropp
Blodpropp, även kallad trombos, är en propp inuti blodkärlen och är det sista steget i blodkoagulationen.
Tromboser kan drabba bland annat venerna (ventrombos) och orsaka obstruktion av blodkärlen (tromboembolism). En blodpropp som vandrar kallas emboli. En blodpropp kan uppkomma vid åderförfettning då blodet levrar sig i kärlen; om det skulle hända i hjärtat får man en hjärtinfarkt och i hjärnan en hjärninfarkt.

## Beskrivning
En blodpropp uppstår om kärlväggen är trasig; vid kontakt med dess innandöme börjar blodet levras. Blodproppar kan helt täppa igen ett kärl, så att vävnaden inte får något syre, det vill säga, drabbas av ischemi.  
En blodpropp kan antingen täppa igen en artär eller en ven. När en artär täpps igen kan det få allvarliga följder för det område i kroppen som skulle ha fått syre och näring med blodet. Vävnaderna kan skadas eftersom de inte får tillräckligt med blod. 
En trombos sitter fast i kärlväggen och växer långsamt. Det gör att blodflödet successivt blir sämre. Om det går tillräckligt långsamt kan några delar av kroppen hitta andra vägar för blodet. Denna typ av blodproppar kan bildas var som helst i kroppen, även i kroppens inre organ, som tarmar och njurar. En blodpropp i hjärtat kan leda till hjärtinfarkt. Det organ som är känsligast för syrebrist är hjärnan; en blodpropp i hjärnan kallas för hjärninfarkt och är en typ av stroke.
En blodpropp i en ven gör att kroppsdelen där blodproppen sitter ofta blir svullen och öm; vaderna på underbenens baksida är ett ställe som ofta drabbas av detta.

### Emboli
En embolus är en blodpropp som lossnar från kärlväggen och följer med blodflödet. När kärlen blir för smala fastnar proppen och stänger då plötsligt av blodflödet helt. Dessa proppar är därför ofta allvarligare än tromboserna. En tromboflebit är en inflammerad blodpropp i ett ytligt blodkärl, oftast på benet.
Blodproppar i hjärtats kranskärl gör så hjärtat inte kan arbeta; man får en hjärtinfarkt. Vanligt är även blodpropp i benet, vilket orsakar ömhet men i sig är ofarligt; dock ökar det risken för lungemboli om det inte behandlas.

## Orsaker
Det finns en rad riskfaktorer för att drabbas av blodpropp. Rökning, trombofili, högt blodtryck, hög andel av små täta LDL-kolesterol, vissa p-piller, långvarigt stillasittande (vid till exempel flygresor), diabetes, för lite motion och stress kan orsaka detta. Men också värmeslag kan leda till tromboser, som då är diffusa och mikrovaskulära, vare sig tillståndet är relaterat till idrottande, vädret eller droger. Ärftlighet är också en betydande faktor. Blodproppar kan också uppstå vid sängläge, bland annat efter stora kirurgiska ingrepp.

## Symtom
Symtomen beror på var blodproppen sitter. Blodpropp i en artär ger svår smärta på grund av syrebrist. Syrebrist i hjärnan brukar dock inte orsaka smärta, utan i stället andra besvär beroende på vilken del av hjärnan som drabbas, se stroke eller TIA. För blodpropp i hjärtat, se hjärtinfarkt. En blodpropp i lungan ger framför allt andnöd, se lungemboli. Blodpropp i en ven ger ofta svullnad och ömhet i den kroppsdel där blodet ansamlas, se djup ventrombos.